# Max John Rodrigues
Max John Rodrigues (Karachi, Paquistão, 29 de maio de 1938) é bispo emérito de Hyderabad, Paquistão.
Papa Paulo VI ordenou-o sacerdote em 6 de janeiro de 1966.
Em 3 de dezembro de 1999, o Papa João Paulo II o nomeou Bispo de Hyderabad, no Paquistão. O arcebispo de Karachi, Simeon Anthony Pereira, o consagrou bispo em 25 de março de 2000; Os co-consagradores foram Armando Trindade, Arcebispo de Lahore, e Boaventura Patrick Paul OFM, Bispo Emérito de Hyderabad no Paquistão.
Em 16 de dezembro de 2014, o Papa Francisco aceitou sua aposentadoria por motivos de idade.